# Rolls-Royce Conway
Rolls-Royce RB.80 Conway — первый в мире двухконтурный (турбовентиляторный) двигатель, запущенный в эксплуатацию. В соответствии с традицией Rolls, получил имя в честь реки — староанглийского названия реки Конуи. Разработка двигателя началась ещё в 1940-е годы, а в 1950-е годы были выпущены первые экземпляры. Однако применение его продолжалась лишь с конца 1950-х по начало 1960-х, так как к тому времени быстро появились другие, более совершенные турбовентиляторные двигатели (например, Pratt & Whitney JT3D).

## Создание
В начале 1930-х годов сэр Фрэнк Уиттл запатентовал принцип работы двухконтурного турбовинтового двигателя. Применение двухконтурности по сравнению с обычным турбореактивным двигателем позволяло снизить расход топлива, но при этом данный двигатель был эффективен лишь на скоростях примерно до 800 км/ч. Тем не менее, вскоре Алан Арнольд Гриффит начал работы по созданию данного двигателя, но их прервали в связи с военной обстановкой в мире. После окончания Второй мировой войны ситуация полностью поменялась, поэтому компания Rolls-Royce соглашается на создание двухконтурного двигателя.
В апреле 1947 года Алан Арнольд Гриффит представил на рассмотрение проект двигателя с силой тяги 5 тысяч фунтов и в конструкции которого использовались элементы таких двигателей, как турбореактивного AJ.65 (Avon) и турбовинтового AJ.25 (Tweed). Проект затем пересматривался в октябре 1947 года и в апреле 1948 года, после чего в октябре 1948 года Rolls-Royce отправила в Министерство снабжения проект турбовентиляторного двигателя с силой тяги 9250 фунтов, которому было присвоено обозначение RB.80 и который должен был быть установлен на самолёт Vickers-Armstrongs Pathfinder (прототип Vickers Valiant). В январе 1950 года был создан прототип, получивший обозначение Conway RCo.2.

## Варианты

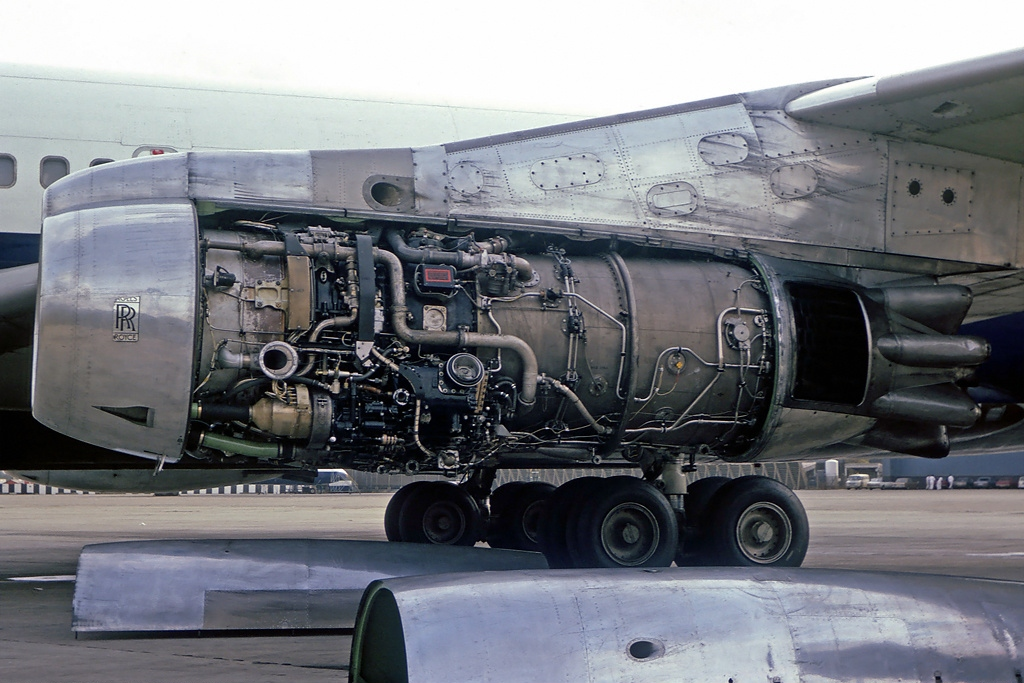
Rolls-Royce Conway 508 со снятым капотом на Boeing 707-436 компании British Airtours

RCo.2
RCo.5
RCo.8
RCo.10
RCo.11
RCo.12
RCo.17
RCo.42
RCo.42/1
RCo.43

## Применение
- Boeing 707-420
- Douglas DC-8-40
- Handley Page Victor
- Vickers VC10